# Cornell Capa
Cornell Capa, pseudonimo di Kornél Friedmann (Budapest, 10 aprile 1918 – New York, 23 maggio 2008), è stato un fotografo ungherese naturalizzato statunitense.

## Biografia
Appartenente ai fotografi del gruppo Magnum e fratello di Robert Capa, in suo onore ha fondato a New York nel 1974 l'International Center of Photography. Sulla scia del fratello, Cornell Capa ha avuto per trent'anni una carriera come fotogiornalista, prima nello staff di Life, rivista per la quale realizza circa 300 reportage, poi come membro di Magnum Photos.
Cornell Capa si avvicina all'arte della fotografia nel 1936 quando si trasferisce a Parigi a sviluppare negativi e stampare fotografie per il fratello.
Nel 1996 ha vinto il premio alla carriera degli Infinity Awards.